# Solbiate Olona
Solbiate Olona (Sulbiàa in dialetto varesotto) è un comune italiano di 5 379 abitanti della provincia di Varese in Lombardia. La città più vicina a Solbiate Olona è Busto Arsizio, che dista solo 5 km.
La prima parte del nome si riferisce ad un nome latino di persona Salvius o Sulvius con l'aggiunta del suffisso -ate. La specifica si riferisce alla collocazione del paese sulla riva del fiume Olona.

## Storia
La sua origine si risale all'epoca romana anche se non vi sono resti che lo attestino con certezza.
1017: prima apparizione su documenti.
29 maggio 1176: passaggio di Federico Barbarossa.
1511: incendio da parte delle truppe del Cardinale di Sion.
1515: saccheggio da parte dei Lanzichenecchi.
Nel 1564 divenne parrocchia.
Tra il 1631 e il 1632 vi fu un'epidemia di peste, al seguito della quale venne costruito il lazzaretto, utilizzato nel 1884 a seguito di un'epidemia di colera.
Il 23 giugno 1650 Solbiate divenne feudo di Francesco Maria Terzaghi.
Nel 1800, a seguito di un editto napoleonico, venne costruito il cimitero comunale, inaugurato il 18 ottobre 1803.
Il 23 agosto 1823 iniziò, presso il Cotonificio, la lavorazione del cotone.
Nel 1825, Solbiate, era l'unico paese a possedere: strade asfaltate e un centro sportivo con campi da tennis, da bocce, da pallavolo, da pallacanestro, pista per corse, sala cinematografica, sala da ballo, banda musicale.
Nel 1890, Andrea Ponti, fece costruire l'asilo e la scuola elementare fino alla classe III.
1º maggio 1893: Solbiello entra a far parte del comune, su decreto regio di Umberto I di Savoia.
1902: costruzione della ferrovia, era il tronco ferroviario della Ferrovia Nord Milano (FNM) che collegava Castellanza con Cairate e Lonate Ceppino. Nel 1916 questa linea arrivava fino a Mendrisio, però il tratto svizzero fu sospeso dopo due anni e il capo linea fu portato prima a Malnate poi di nuovo a Cairate. Nel 1952 il servizio viaggiatori fu sostituito con un servizio di auto-corriere mentre il servizio merci è continuato sino a pochi anni fa.
Nel 1921 venne costruito il monumento ai caduti.
10-11 ottobre 1939 benedizione della prima pietra della chiesa parrocchiale durante la visita pastorale del cardinale Schuster, che consacrò la chiesa il 30 luglio 1943.
Nel 1957 venne costruita la SIR, che fece passare il paese da un'economia agricola ad una industriale.

### Simboli
Con decreto del 27 aprile 1964 il presidente della Repubblica Antonio Segni concesse a Solbiate lo stemma e il gonfalone.
Sullo stemma posto nel centro del drappo partito d'azzurro e di giallo ci sono i simboli della vita e del lavoro di Solbiate: il fuso per il cotonificio, la ruota dentata per le officine meccaniche, la fascia d'argento che divide orizzontalmente lo stemma rappresenta il fiume Olona e il leone rosso coronato è il simbolo della forza e della grandezza delle antiche e nobili famiglie che anticamente avevano le proprie terre a Solbiate. Lo scudo è circondato da rami di quercia e di alloro ed è sormontato da una corona muraria da Comune.

## Monumenti e luoghi d'interesse

### Architetture religiose
- Chiesa di San Gregorio, lazzaretto costruito nel 1632 per l'epidemia di peste; utilizzato anche nel 1884 per gli ammalati colpiti dal colera
- Chiesa di Santi Gervaso e Protaso, sita a Solbiello, risalente all'XI secolo, in cui è conservato un crocefisso miracoloso. Si ha notizia di questa chiesa nel Liber Sanctorum Mediolani di Goffredo da Bussero nel 1289, a quell'epoca era in rovina e senza gran parte del tetto. Nel 1772 venne portato in questa chiesa e posto sopra all'altare maggiore, il crocifisso che anticamente era posizionato sull'architrave della chiesa parrocchiale di Solbiate, ogni quarta domenica di Ottobre veniva celebrata la festa del S.S. Crocifisso. In quegli anni venivano abbandonati in ceste, davanti alla porta della chiesa, diversi neonati affidati poi a famiglie che abitavano nei pressi dell'edificio. Nei primi anni del '900 venne di nuovo ampliata sino a raggiungere le dimensioni attuali, fu visitata dal Beato Cardinal Ferrari e nel 1933 ci fu la visita pastorale del Cardinal Idelfonso Schuster che la definì: monumento prezioso. Nel 1978, il Parroco don Angelo Porro, vedendola ancora malmessa, ne dispose il restauro completo. Durante i lavori, sotto il pavimento, vennero trovate diverse tombe di antichi abitanti risalenti al 1300. Sul campanile sono state posizionate le campane che prima suonavano sul campanile del vecchio oratorio maschile di Solbiate.
- Chiesa parrocchiale di Sant'Antonino martire, costruita tra il 1940 e il 1941, edificata da Don Giovanni Calvi e consacrata il 30 luglio 1943 dal Cardinale Idelfonso Schuster. Nel 1950, il parroco cominciò a far costruire il campanile alto 53 metri più due metri di croce, che verrà terminato con orologio e campane entro il mese di dicembre. Nel 1954 venne costruito il ciborio sull'altare maggiore, consacrato il 24 luglio 1955 dal futuro Papa Paolo VI. Nel suo interno ci sono gli altari settecenteschi prelevati dalla vecchia Chiesa parrocchiale. Nel 1969 venne dotata di un organo Tubi, sostituito poi nel 2004 a seguito di una cospicua donazione della ditta Iper Montebello, con un grandioso organo Mascioni. Nel 1992 fu posato sul vecchio pavimento in cemento, il nuovo pavimento in granito rosa di Sardegna e creato un nuovo altare con nuove sedute per i celebranti; questo nuovo altare è stato poi consacrato l'11 novembre 2012 dal Cardinale di Milano Sua Eminenza Angelo Scola.
- Chiesa del Sacro Cuore, inserita nei Luoghi del cuore del FAI. Nel libro Notitiae cleri Mediolanensis del 1398, si fa riferimento ad una Chiesa dedicata a S.Antonino di origine medioevale citata come capella in loco Sulbiate de Inferiori, mentre dalle notizie di Goffredo da Bussero, canonico di Rovello nel 1288, sappiamo che "esisteva in Sulbiate Inferiore un altare dedicato a S.Antonino". Ma la prima descrizione, corredata da un disegno della pianta datata 1582, si trova tra gli atti delle Visite pastorali degli Arcivescovi Milanesi. Davanti alla Chiesa si trovava il cimitero, delimitato da uno steccato in legno, adiacente all'abside e disposta intorno a un cortile situato a sud della chiesa, si trovava la casa parrocchiale, con accesso attraverso il cimitero (a ricordarlo esiste ancora l'obelisco). Dopo la visita di San Carlo Borromeo, nel 1582 divenne Chiesa Parrocchiale, con il primo Parroco don Donato Armiralio che operava a Solbiate dal 1549. Dopo questa prima visita vennero aggiunti al primo edificio, il battistero e la cappella della Beata Vergine, dedicata anche a San Vito per ricordare la chiesetta campestre posta a 700 cubiti fuori dal paese (l'attuale via S.Vito), che era stata da poco demolita. Davanti a questa cappella esiste il sepolcro dei confratelli della Scuola della Concezione; San Carlo Borromeo fece notare queste cose in occasione della sua seconda visita nel 1603. Questa cappella verrà poi definitivamente modificata nel 1734, ben visibile all'esterno l'antica scritta:

Il campanile risale probabilmente al 1604. Nel 1880 la Chiesa viene ulteriormente ampliata grazie alla munificenza del proprietario del Cotonificio di Solbiate, Andrea Ponti; venne spostata in avanti la facciata, demolita la vecchia cappella maggiore e aggiunti a est una campata e il nuovo presbiterio coperti da una volta semiellittica a crociera, il locale adiacente all'abside viene adibito a sacrestia. Fino al 1943 è stata la Chiesa Parrocchiale di Solbiate Olona, viene poi chiusa al culto nel 1970. Dopo anni di degrado, con preziosi arredi e quadri trafugati, negli Anni '90, grazie alla spinta e l'interessamento del Parroco Don Luciano Premoli, è cominciato il recupero dell'edificio che rappresenta la parte più antica del paese.
- Chiesa di San Rocco, costruita nel 1400 ca. Venne demolita per una razionale sistemazione delle strade, costituendo un costante pericolo per il traffico per Busto, nella seconda quindicina del luglio 1940 dietro autorizzazione sia della Regia Sovraintendeza all'Arte Medioevale e Moderna delle Province Lombarde, sia della Curia Arcivescovile di Milano. Fu levata una pala a destra da chi guardava l'altare di fronte. Dipinta nel 1416 rappresentava la Madonna col Bambino che tiene in mano un cardellino; ai lati S. Sebastiano con le frecce del martirio e S. Rocco che mostra la piaga. La scuola Beato Angelico provvide a far levare il dipinto che verrà collocato nella nuova Chiesa Parrocchiale. Le spese necessarie per levare dal muro il dipinto furono sostenute dal Cotonificio di Solbiate Olona. Il dipinto sembra della Scuola di Giotto. Purtroppo di tale affresco si sono perse le tracce. A ricordo dell'esistenza, il Comune fece collocare una piccola edicola del Santo all'esterno della nuova Chiesa Parrocchiale.

### Ecomuseo della Valle Olona
Il progetto Ecomuseo della Valle Olona nasce dalla gente e dalle Associazioni del territorio supportati delle istituzioni, a recuperare storia, tradizioni e cultura locale per divulgarla e valorizzarla. L'Associazione In cammino verso l'Ecomuseo della Valle Olona si fa portavoce di questo progetto mirato a unire ogni realtà interessata a raggiungere l'obiettivo.
L'Ecomuseo della Valle Olona ambisce a raccogliere l'adesione iniziale dei quattordici paesi collocati lungo il fiume Olona nel tratto Prealpino a sud di Varese, dove il territorio ha ancora la conformazione di una valle prima di approdare in pianura. Rappresenta l'unione di quei territori che nella storia e negli ultimi anni sono stati individuati come una parte del Seprio e il Medio-Olona. è attraversato da una pista ciclopedonale di oltre 20 km da Castellanza a Castiglione Olona.

### Museo Socio Storico
l Museo Socio Storico di Solbiate Olona, inaugurato il 17 dicembre 2006, è idea e frutto dell'appassionato lavoro di raccolta effettuato in 35 anni dalla storico solbiatese Aldo Tronconi. Attraverso 450 cimeli offre un'immagine della società locale vista, raccontata e rappresentata nelle sue diverse fasi storiche. Modernamente impostato dal punto di vista espositivo, permette, attraverso 17 vetrine, di rileggere la Storia lungo vari percorsi: scuola, religiosità, vita contadina/era industriale, le guerre, il fascismo, la nascita della Repubblica.

### Parco del Medio Olona
Creato nel 2005 e interessa la zona valliva dei sei Comuni aderenti: Fagnano Olona(comune capofila), Gorla Maggiore, Gorla Minore, Marnate, Olgiate Olona e Solbiate Olona. Il Parco è un P.L.I.S., Parco Locale di Interesse Sovracomunale, ad indicare che la finalità è la valorizzazione delle risorse territoriali che necessitano di forme di gestione e tutela di tipo sovracomunale e orientato al mantenimento ed alla valorizzazione dei tipici caratteri delle aree rurali e dei loro valori naturali e semi-naturali tradizionali. L'interesse sovracomunale è superiore a quello della collettività che risiede in un solo comune. Il territorio è ubicato nel settore sudorientale della provincia di Varese, al confine con le province di Como e Milano per un'estensione di circa 6,17 km². L'80% del territorio è distribuito tra i Comuni di Fagnano Olona e Gorla Maggiore; il resto è suddiviso tra i restanti quattro Comuni.

### La scaletta
Risale al 23 agosto 1823, opera destinata a diventare uno dei principali simboli del paese e protagonista indiscussa dell'evento sportivo più importante di buona parte della zona, il Ciclocross di Solbiate Olona, disputato per la prima volta nel 1951, richiamando fino al 2001 tutto il meglio del settore e dal 2003 rivolto ai giovani. Per un giorno la Scalinata è sinonimo di Ciclocross, per il resto dell'anno è collegamento con il fondovalle, non più per lavoro, bensì per coloro alla ricerca di un contatto con il paesaggio. La Scaletta è composta da 176 gradini, divisi in due parti. Partendo dal basso, dopo i primi 122 la direzione cambia per affrontare con gli ultimi 44 scalini, prima di arrivare nella piazza della vecchia Chiesa, in prossimità di questo cambio di rotta, nel 1904 è stata realizzata la Grotta della Madonna di Lourdes, luogo di preghiera per la popolazione locale ma nata come angolo di devozione per gli operai. In totale quindi, 176 piccoli dislivelli all'apparenza irregolari, ma in realtà risultato di un lavoro molto preciso. La lunghezza del singolo gradino, tutti inclinati verso il basso, raramente si discosta infatti dai cinquanta centimetri, mentre il tempo ha influito, anche se in minima parte, sull'altezza, variabile tra 18 e 20 centimetri. Fatti i relativi calcoli, si arriva a un dislivello complessivo di trentatré metri. Con il Ciclocross la scalinata è entrata ufficialmente nella storia e non di rado nella leggenda; I corridori però, non la percorrono tutta. Dopo i primi 91 scalini, sulla sinistra si dirama un sentiero che ritorna ripido verso Valle, per ricollegarsi dopo una decina di metri scoscesi al Coustieau de tre sass, la strada che porta in paese un centinaio di metri più a sud.

### Il cotonificio Ponti
La storia del Cotonificio Ponti ebbe inizio nel 1817 con l'acquisto, da parte di Andrea Ponti, del Mulino Custodi, il cui cambio d'uso, da macina per il grano a forza idraulica, avvenne nel 1821. Il 23 agosto 1823 si avviò la lavorazione di cotone. Era già una realtà importante con 153 operai di cui 12 donne. Andrea Ponti rinnovò profondamente la filatura introducendo l'illuminazione a gas, una vasta tintoria e una tessitura. Dal 1862 al 1867 furono fatte continue modifiche sia nello stabilimento sia sul corso del fiume. Durante il periodo delle guerre di Indipendenza e la proclamazione dell'Unità d'Italia, la fabbrica era già ampiamente affermata. Nel 1888 morì Andrea e subentrò il figlio Ettore il quale dotò l'opificio di un impianto di energia elettrica che consentì un forte ampliamento dei reparti di filatura e tessitura. In questi anni vennero realizzate opere sociali per il paese quali l'asilo, le scuole elementari, la società di mutuo soccorso, ecc. Nel 1902 la filatura entrò a far parte della Società Anonima Cotonificio Furter, ma ne uscì dopo circa un decennio a seguito di una grave crisi internazionale, e il 28 luglio 1914 venne fondata una società anonima apposita: la Società Anonima Cotonificio di Solbiate. L'ultimo esponente della famiglia Ponti ad avere un ruolo nell'azienda fu Ettore, il quale però aveva più ambizioni politiche che imprenditoriali. Il passaggio quindi dall'imprenditoria familiare a quella manageriale diede un nuovo impulso positivo alla fabbrica. Con l'avvento della prima guerra mondiale il Cotonificio si trovò ad affrontare da un lato un'ingente richiesta di forniture belliche, e dall'altro la scarsità di materia prima, combustibile e manodopera maschile, situazione ottimamente affrontata dal direttore tecnico Alfredo Tobler. Il Cotonificio non trascurò neppure in questo periodo il legame con la comunità solbiatese e si impegnò molto nel sostegno delle famiglie dei richiamati. Questa attenzione verso la condizione operaia fece sì che gli scontri tra proprietà e lavoratori della prima metà del XX secolo risparmiarono Solbiate. Il fascismo fu un altro periodo di sviluppo per il Cotonificio, grazie ai buoni rapporti tra dirigenza e nuovo regime, in questi anni incrementò sia l'aggiornamento tecnico, sia l'attenzione nei confronti della cittadinanza. L'espansione continuò fino alla prima metà degli anni '60, poi iniziò il declino del tessile che coinvolse anche il Cotonificio. La crisi peggiorò negli anni '80 finché, anche a causa degli enormi danni subiti dall'alluvione del 1992, il 13 marzo 1993 si concluse l'importante storia del Cotonificio di Solbiate.

## Società

### Evoluzione demografica
- 299 nel 1751
- 370 nel 1805
- annessione a Gorla Minore nel 1809
- annessione a Fagnano nel 1811
- 664 nel 1853

Abitanti censiti

Al 2014 risultano 2226 famiglie; l'età media della popolazione è di 43,5 anni, con un tasso di natalità del 6,1%.
La popolazione è costituita da 2749 maschi e 2815 femmine.
| Nazione               | Residenti |
| --------------------- | --------- |
| Albania               | 48        |
| Pakistan              | 43        |
| Cina                  | 19        |
| Marocco               | 17        |
| Romania               | 17        |
| Ecuador               | 15        |
| Costa d'Avorio        | 14        |
| India                 | 11        |
| Senegal               | 11        |
| Ucraina               | 10        |
| Polonia               | 5         |
| Perù                  | 5         |
| Ghana                 | 4         |
| Ungheria              | 4         |
| Costa Rica            | 4         |
| Sri Lanka             | 3         |
| Croazia               | 3         |
| Australia             | 3         |
| Repubblica Dominicana | 2         |
| Bielorussia           | 2         |
| Libano                | 1         |
| Paesi Bassi           | 1         |
| Spagna                | 1         |
| Lettonia              | 1         |
| Iran                  | 1         |
| Argentina             | 1         |
| Algeria               | 1         |
| Gambia                | 1         |
| Corea del Sud         | 1         |
| Bangladesh            | 1         |

### Istituzioni, enti, associazioni
A Solbiate Olona ha sede la caserma "Ugo Mara", la quale ospita il Comando NATO Rapid Deployable Corps - Italy.
La stessa caserma, nata durante la prima guerra mondiale come campo di prigionia per prigionieri ceco-slovacchi, è stata sede, tra il 1976 e il 2002: del 67º Battaglione meccanizzato "Montelungo", del X Battaglione Bersaglieri "Bezzecca", del IV Battaglione Carri "Ugo Passalacqua" e del XXXIII Reggimento Logistico di Manovra "Ambrosiano".

## Economia
Il pilastro dell'economia locale è costituito dall'industria che compare con numerosi insediamenti sul territorio. I più sviluppati sono quelli per la produzione tessile, metallurgica, edile, meccanica, dell'abbigliamento, degli articoli in plastica, per la fabbricazione di macchine fotografiche e di mobili. Tra i servizi più importanti vi sono la consulenza informatica e l'esercizio del credito. Le buone opportunità di occupazione rappresentate dalle diverse aziende industriali sparse sul territorio costituiscono un'attrattiva per la manodopera esterna, che alimenta un flusso di operai verso Solbiate. 
Le coltivazioni più diffuse sono quelle di cereali, frumento e foraggi.

## Infrastrutture e trasporti

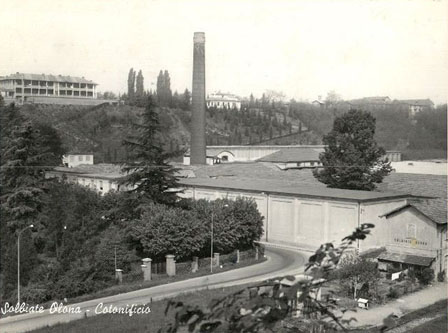
La stazione, adiacente al Cotonificio Ponti

La stazione di Solbiate Olona, attivata nel 1904, era posta lungo la ferrovia di Valmorea; privata del traffico passeggeri nel 1952, fu soppressa definitivamente nel 1977 assieme all'intera linea.

## Amministrazione
| Inizio | Fine | Sindaco                  | Partito                      |
| ------ | ---- | ------------------------ | ---------------------------- |
| 2024   |      | Lucio Giuseppe Ghioldi   | Lista civica Più Solbiate    |
| 2019   | 2024 | Roberto Stefano Saporiti | Lista civica Più Solbiate    |
| 2009   | 2019 | Luigi Salvatore Melis    | Lista civica Voce solbiatese |
| 2004   | 2009 | Giuseppe Bianchi         | Lista civica                 |
| 1995   | 2004 | Antonello Colombo        | Lista civica                 |

## Sport

### Sport
A Solbiate Olona hanno sede varie società sportive, tra cui le tre storiche sono: la U.C. Solbiatese, fondata nel 1953 e iscritta ai campionati della Federazione Italiana Giuoco Calcio, l'Unione Ciclistica Solbiatese, società storica che organizza annualmente il Grand prix della Valle Olona, e la Polisportiva Associazione Sportiva Dilettantistica Virtus Solbiate, fondata nell'estate del 2007 a Solbiate Olona dal dott. Marco Tomasini.
La sola ed unica società a Solbiate ad aver avuto l'onore di vincere un campionato italiano di massima categoria risulta essere la Polisportiva Virtus Solbiate ASD, vincitrice del campionato italiano di Cheerleading All Girl Lev 5 nel 2018, campionato organizzato e riconosciuto dalla Federazione Italiana Danza Sportiva. La stessa Polisportiva ha vinto tre scudetti nel settore Cheerleading disabili, riconosciuti dalla FISDIR (CIP), dal 2011 al 2014. Ad oggi è la sola società a poter vantare 4 campionati italiani in bacheca per la piccola cittadina solbiatese. Inoltre, è la sola società ad aver partecipato a due edizioni del campionato europeo ECA, riconosciuto dalla WDSF e l'unica società solbiatese ad aver preso parte a competizioni ufficiali riconosciute dal CIO.
Sportivi Solbiatesi
Gianni Carabelli: ex ostacolista
Ludovico Edalli: ex ginnasta olimpionico
Denise Donelli: nuotatrice olimpionica

### Onorificenze
2014: Comune Europeo dello sport, titolo conferito dall'ACES Europe.